# Armin Kogler
Armin Kogler, avstrijski smučarski skakalec, * 4. september 1959, Innsbruck, Avstrija. 

## Športna kariera
Po presenetljivi osvojitvi naslova svetovnega prvaka v poletih leta 1979, je postavil še svetovni rekord v smučarskih poleti - 180 metrov. Skupno je osvojil svetovni pokal (1980/81 in 1981/82). Leta 1982 je v Oslu postal svetovni prvak na mali skakalnici, osvojil pa je še bron na veliki napravi. Z avstrijsko ekipo je bil srebrn. Na olimpijskih igrah v Lake Placidu leta 1980 je na veliki napravi osvojil 5. mesto, štiri leta kasneje v Sarajevu pa šesto. 

## Po končani karieri
Od leta 1989 Kogler dela kot pilot v avstrijski letalski družbi, je pa tudi sokomentator avstrijske televizije ORF. Leta 2007 je zbolel za rakom na modih, a je bolezen uspešno premagal.
Smučarski skakalec Martin Koch je njegov nečak.

## Dosežki

### Zmage
Kogler je v svetovnem pokalu dosegel 12 zmag:
| Sezona  | Država/Prizorišče        |
| ------- | ------------------------ |
| 1979/80 | Thunder Bay              |
| 1979/80 | Thunder Bay              |
| 1979/80 | Lahti                    |
| 1979/80 | Strbske Pleso            |
| 1980/81 | Bischofshofen            |
| 1980/81 | Saporo                   |
| 1980/81 | Falun                    |
| 1981/82 | Saporo                   |
| 1981/82 | St. Moritz               |
| 1981/82 | Oslo                     |
| 1982/83 | Garmisch - Partenkirchen |
| 1982/83 | Bärum                    |